# گسل‌های ایران

گسل‌های ایران

هر ناپیوستگی ثانویه زمین‌ساختی که بعد از ایجاد شکستگی در آن جابجایی رخ داده باشد به عنوان گسل شناخته می‌شود.
بر این اساس هم گسل‌های کوچک در حد چند میلی‌متر و هم گسل‌هایی با طول چندین کیلومتر در این تعریف می‌گنجند.
گسل‌ها بر تحولات زمین‌ساختی و تکوین حوضه‌های ساختاری - رسوبی ایران اثر قابل توجهی داشته‌اند. در این میان، گسل‌های طولی عمده هم‌زمان با جنبش‌های کوه‌زایی کاتانگایی (پرکامبرین پسین) به مراتب بیشتر است. روند این گسل‌ها در بیشتر جاها با روندهای زمین‌ساختی مربوط به چین‌خوردگی کاتانگایی هم‌خوان است و در راستای شمالی - جنوبی قرار دارد، ولی روندهای شمال‌غربی - جنوب‌شرقی (روند زاگرس) نیز گزارش شده‌است. علاوه بر این دو روند، راستای دیگری نیز در امتداد شمال‌شرقی - جنوب‌غربی بر گسل‌های ایران حاکم است؛ به گونه‌ای که سه امتداد اصلی قابل تشخیص است:
- جهت شمال‌غربی - جنوب‌شرقی که با امتداد زاگرس، پهنه سنندج - سیرجان، کمان ماگمایی ارومیه - بزمان و البرز غربی هم‌راستا است.
- روند شمال‌غربی - جنوب‌شرقی که با امتداد البرز شرقی و گودال کویر بزرگ موازی است.
- روند شمالی - جنوبی که با جهت‌یافتگی لوت و تمام مناطق شرق گسل نایبند و شمال بزمان مشخص است.

این گسل‌ها مرز واحدهای ساختاری - رسوبی مختلف ایران را تشکیل می‌دهند و با فعالیت خود موجب تغییرات عمده در رخساره‌های سنگی، ضخامت رسوبات و تحولات زمین‌ساختی (ماگماتیسم، دگرگونی، شدت و الگوی چین‌خوردگی و…) می‌شوند و بنابراین شناخت آن‌ها از نظر زمان تشکیل، فعالیت، تأثیر آن‌ها بر زمین‌شناسی ایران و لرزه‌زمین‌ساخت بسیار مهم است.
تعداد گسل‌های شناخته شده ایران ۵۷۵ عدد است. تعداد گسل‌های خطرناک ایران ۱۲۰ عدد است. میزان شهرهای لرزان ایران یعنی شهرهای با ریسک خطر بالا ۷۸ درصد می‌باشد.
اصلی‌ترین گسل‌های تهران عبارتند از گسل مشا فشم، گسل شمال تهران، گسل جنوب تهران، گسل پارچین، گسل شمال ری، گسل جنوب ری، گسل کهریزک، گسل اشتهارد و گسل ایپک.
امن‌ترین استان‌ها و مناطق ایران از نظر خطر گسل‌ها همدان اصفهان کردستان، مرکزی، مناطقی از خوزستان زنجان یزد و کرمان هستند.

## خطرناک‌ترین گسل‌های ایران
1. تهران:البرز - مشا، ایوانکی، کهریزک، پیشوا، رباط کریم
2. تبریز - شمال تبریز
3. گسل کوه خضر - از میان بخشی از شهر قم عبور می‌کند
4. گسل اصلی جوان زاگرس - از کنار شهر مریوان و شهر بروجرد عبور می‌کند
5. گسل غربی فروافتادگی دریاچه ارومیه - از کنار شهر ارومیه عبور می‌کند
6. گسل بافران - از جنوب شهر نایین عبور می‌کند
7. گسل هیرمند - از نزدیکی شهر زاهدان عبور می‌کند
8. گسل مکران - از نزدیکی شهرهای جاسک و چابهار عبور می‌کند
9. گسل ساحلی بندرعباس- از شهر بندرعباس عبور می‌کند

## گسل‌های زمین‌لرزه‌ای
گسل زمین‌لرزه‌ای نوعی شکستگی زمین است که در اثر زمین‌لرزه کم‌ژرفا تولید شده باشد و به‌طور کلی با تجدید حرکت دوباره گسل‌های پیشین همراه هستند. این گونه گسل‌ها می‌توانند دربارهٔ سازوکار رهاسازی انرژی لرزه‌ای در طی زمین‌لرزه و نیز تنش‌های ناحیه، اطلاعات لازم را بدهند.
بیشتر گسل‌های زمین‌لرزه‌ای شناخته‌شده ایران طول بیش از ۴۰ کیلومتر دارند و همه آن‌ها با زمین‌لرزه‌های مخرب با بزرگی بیش از ۷ همراهند. در همه حالت‌ها جهت گسل‌های زمین‌لرزه‌ای ایران گویای جهت فشاری در راستای شمال شمال‌شرقی - جنوب جنوب‌غربی است که با جهت حرکت شمال‌شرقی صفحه عربستان هماهنگی دارد.